# L'Anglada
L'Anglada (en francès Langlade) és un municipi francès situat al departament del Gard i a la regió d'Occitània.